# Theodora Drakou
Theodora (Nora) Drakou (griechisch Θεοδώρα (Νόρα) Δράκου; * 6. Februar 1992 in Patras) ist eine griechische Schwimmerin, die ihr Land mehrfach bei Olympischen Sommerspielen repräsentierte.

## Leben und Karriere
Thedora Drakou lernte bereits mit vier Jahren schwimmen. Mit 16 Jahren gewann sie 2008 bei den Europameisterschaften der Junioren eine Silbermedaille in der 4-mal-100-Meter-Lagenstaffel.
Im Anschluss daran nahm sie mehrmals erfolgreich an den Mittelmeerspielen teil. So gewann sie 2009 Silber in 100 Meter Freistil und Bronze in der 4-mal-100-Meter-Freistilstaffel. 2013 kam sie in 100 Meter Freistil auf Platz eins und gewann weitere drei Silbermedaillen in 50 Meter Rücken, 100 Meter Rücken und in der 4-mal-100-Meter-Freistilstaffel. In Terragona, bei den Mittelmeerspielen 2018, konnte sie in 50 Meter Freistil, 50 Meter Rücken sowie in der 4-mal-100-Meter-Lagenstaffel eine Bronzemedaille gewinnen.
Bei den Europameisterschaften 2012 wurde Drakou Fünfte im Wettkampf 50 Meter Freistil und ebenfalls Fünfte mit ihrem Team bei der 4-mal-100-Meter-Freistilstaffel. Die geschwommene Zeit 3:42,09 Minuten stellte den griechischen Rekord dar.
2015 trat Drakou bei den Weltmeisterschaften in Kasan im Wettbewerb 50 Meter Rücken an und kam mit 28,17 Sekunden auf den achten Platz. Ein Jahr später erreichte sie bei den Europameisterschaften in London den vierten Platz mit 28,00 Sekunden in 50 Meter Rücken. Im Freistil über 50 Meter kam sie in London mit 25,04 Sekunden auf Platz 5.
Drakou nahm auch an den Olympischen Sommerspielen 2012 in London teil, wo sie im Wettbewerb 50 Meter Freistil und in der 4-mal-100-Meter-Freistilstaffel antrat und in beidem Platz 16 erreichte. Bei den nächsten Olympischen Sommerspielen in Rio kam sie bei 50 Meter Freistil auf Platz 31. Sie qualifizierte sich auch für die Olympischen Sommerspiele 2020, die wegen der COVID-19-Pandemie erst 2021 stattfanden. Dabei belegte sie in der gemischten Lagenstaffel 4-mal 100 Meter mit ihrem Team mit 3:44,77 Minuten den 11. Platz.
2022 konnte Drakou bei den Europameisterschaften in Rom mit 28,11 Sekunden über 50 Meter Rücken den 7. Platz belegen. Zwei Jahre später, bei den Weltmeisterschaften 2024 in Doha, stellte sie mit 27,84 Sekunden einen neuen griechischen Rekord in 50 Meter Rücken der Frauen auf und kam mit dieser Leistung auf Platz 5. Im Juni 2024 gewann sie mit 27,87 Sekunden über 50 Meter Rücken die Silbermedaille bei den Schwimmeuropameisterschaften in Belgrad.
Sie qualifizierte sich für die Teilnahme an den Olympischen Spielen 2024 in Paris, wo sie zusammen mit Anna Doudounaki, Apostolos Christou und Georgios Aspougalis mit der gemischten 4-mal-100-Meter-Lagenstaffel teilnahm.
Bis zum Mai 2023 hatte Drakou 34 Mal bei griechischen Meisterschaften gesiegt.
Sie gehört dem Panathinaikos-Sportverein an und wird von Georgios Lekakis trainiert.